# Amadeo (Plattenlabel)

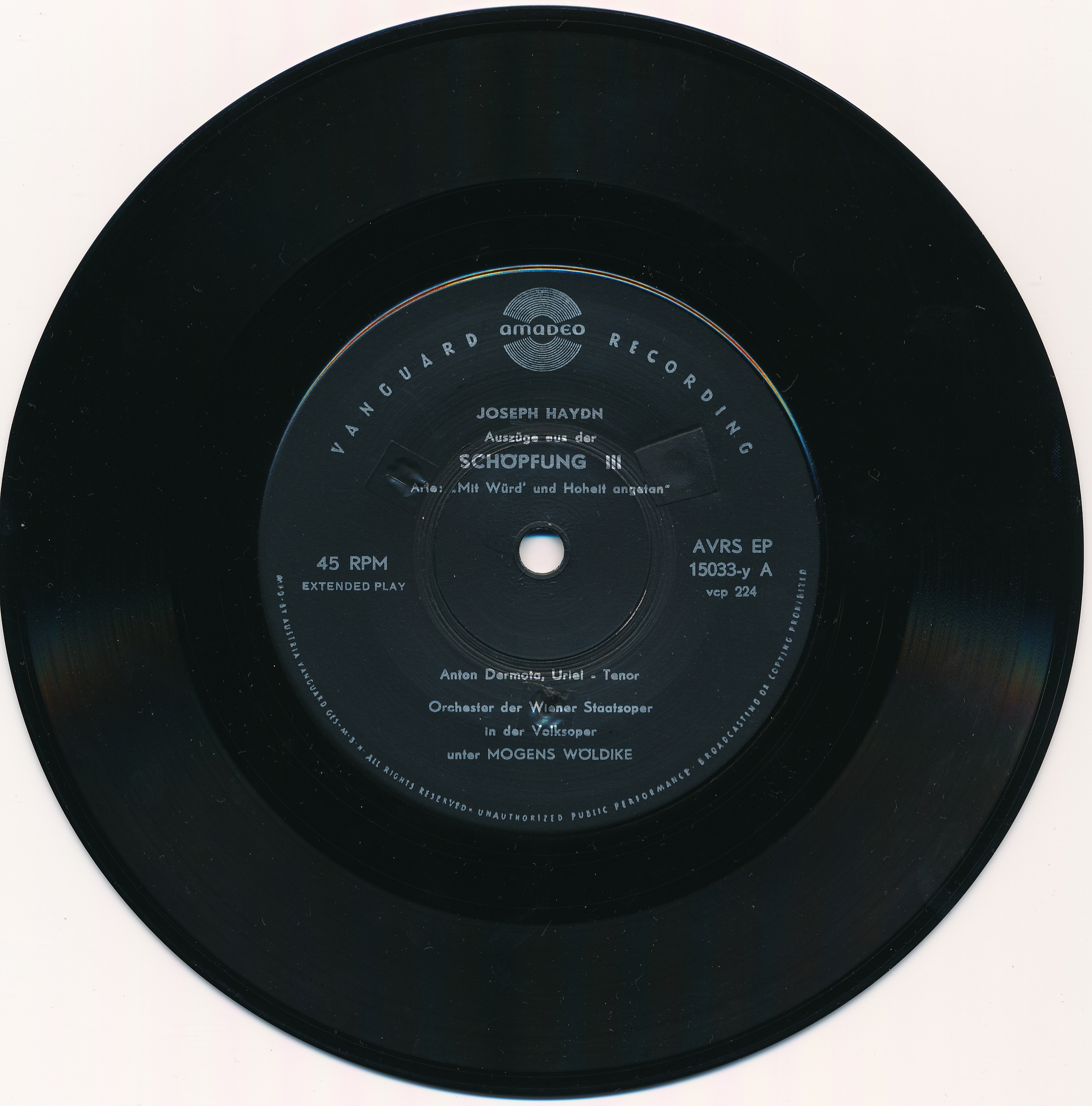
Single-Schallplatte von Amadeo

Amadeo Österreichische Schallplatten Ges.m.b.H. war ein 1956 gegründetes österreichisches Plattenlabel mit Sitz in Wien.

## Geschichte
Es wurde im Juni 1974 von Polydor International gekauft. Stefan von Friedberg, damals Amadeos Geschäftsführer, trat zurück und wurde Geschäftsführer von Ariola Schallplatten. Gerhard Gebhardt, der damals alle österreichischen Label der Polydor-Gruppe leitete, wurde neuer Geschäftsführer. Franz Wallner, bis dahin bei Phonodisc, wurde Vertriebs- und Marketingleiter.
Polydor ist Teil der Universal Music Group.

## Künstler/Gruppen, die auf Amadeo veröffentlichten
Klassik
- Radio-Symphonieorchester Wien
- Karl Steininger, Trompete

Jazz
- Christian Maurer
- Wolfgang Puschnig
- Vienna Art Orchestra
- Wolfgang Muthspiel
- Christian Muthspiel
- Linda Sharrock
- Woody Schabata
- Karlheinz Miklin
- Hans-Joachim Roedelius
- Duo Due
- Air Mail
- Bumi Fian
- Red Sun
- Roland Dahinden
- Harry Pepl
- Georg Breinschmid
- Nicos Jaritz
- Willi Fantl
- Freddy Martin
- Vic Dickenson
- Ruby Braff
- Hans Koller
- James P. Johnson
- Kansas City Six
- Ingo
- Fred Böhler
- Ted Evans
- Dieter Glawischnig
- Josel Trio
- Magnolia Jazz Band
- Harald Neuwirth
- New Austrian Big Band
- Original Storyville Jazzband
- Printers Jazzband
- Twilight Stompers
- Vienna Jazz Group
- Wirkliches Jazztrio
- The Monterey Moodmixers
- Oscar Klein
- Franco Ambrosetti
- Friedrich Gulda
- Sextett Der Preisträger
- Karel Krautgartner
- Bill Grah
- Peter Haydu
- Blue Brass Connection
- Paul Whiteman
- Antonio Carlos Jobim
- Buck Clayton
- Rolf Kuhn
- Sidney Bechet

Pop
- Jack Grunsky (Jack’s Angels)
- Mimes
- Georg Danzer
- The Hubbubs

## Manager
- als unabhängiges Label:
  - Henry Haerdtl, Gründer und Geschäftsführer bis 1966
  - Stefan von Friedberg (begann 1961 bei Amadeo als Verkaufs- und Exportleiter, wurde 1966 Geschäftsführer)[3][4]
  - Picco Pacher
- unter Polydor:
  - Gerhard Gebhardt, General Manager
  - Franz Wallner, Manager Marketing & Sales
  - Wolfgang Arming, Geschäftsführer von Polygram Austria